# شهرستان نان‌چا
شهرستان نان‌چا (به چینی: 肇州县) یک شهرستان در استان هئی‌لونگ‌جیانگ چین است که در تابعیت شهر یی‌چون قرار دارد. شهرستان نان‌چا ۳٬۰۸۴٫۰۵ کیلومتر مربع مساحت و ۸۲٬۸۹۵ نفر جمعیت دارد.
تا پیش از ژوئیه سال ۲۰۱۹ میلادی، این واحد تقسیماتی اداری، عنوان منطقه را داشت. در آن تاریخ، این منطقه به سطح شهرستان تغییر یافت.

## تقسیمات اداری
شهرستان نان‌چا به ۴ شهرک تابعه تقسیم شده است. 
- شهرک چن‌مینگ (晨明镇، Chénmíng zhèn)
- شهرک نان‌چا (南岔镇، Nánchà zhèn)
- شهرک ووتونگ (梧桐镇، Wútóng zhèn)
- شهرک هاولیانگ‌هه (浩良河镇، Hàoliánghé zhèn)